# Foteo
Foteo ist eine winzige Insel des Felidhu-Atolls im Süden des Inselstaates Malediven in der Lakkadivensee des Indischen Ozeans. Sie gehört zum Verwaltungsatoll Vaavu. Sie ist der östlichste Punkt des Atolls und offiziell der östlichste Punkt der Malediven (Eastern Most Point of Maldives).

## Geographie
Die Insel liegt im äußersten Osten des Atolls, sozusagen an der Stiefelspitze. Die Insel ist dicht bewaldet.